# Hiromi Yamamoto
Hiromi Yamamoto –en japonés, 山本宏美, Yamamoto Hiromi– (Shiraoi, 21 de abril de 1970) es una deportista japonesa que compitió en patinaje de velocidad sobre hielo. Participó en los Juegos Olímpicos de Lillehammer 1994, obteniendo una medalla de bronce en la prueba de 5000 m.

## Palmarés internacional
| Juegos Olímpicos | Juegos Olímpicos      | Juegos Olímpicos  | Juegos Olímpicos |
| Año              | Lugar                 | Medalla           | Prueba           |
| ---------------- | --------------------- | ----------------- | ---------------- |
| 1994             | Lillehammer (Noruega) | Medalla de bronce | 5000 m           |